# Alexei Wladimirowitsch Boltenko
Alexei Wladimirowitsch Boltenko (russisch Алексей Владимирович Болтенко; * 29. April 1979 in Jelisowo) ist ein russischer Biathlet.
Alexei Boltenko trat mit einem neunten Platz im Sprint bei den Juniorenweltmeisterschaften 1998 erstmals international in Erscheinung. 1999 platzierte er sich bei den Junioren wieder im Vorderfeld, diesmal als Elfter im Sprint und Dreizehnter in der Verfolgung. Bei den Aktiven war er im Dezember 2004 beim Europacup-Sprint in Obertilliach erstmals im Einsatz und lief auf Rang 41, am darauf folgenden Wochenende lief er als 23. und 25. in Sprint und Verfolgung in die Punkteränge. Im Laufe der Saison 2004/05 wurde er bei der Europameisterschaft 2005 in Nowosibirsk eingesetzt, dies wurden die erfolgreichsten Wettkämpfe seiner Karriere. Im Sprint und in der Verfolgung wurde er jeweils Dritter und als Startläufer der Staffel zusammen mit Sergej Balandin, Pawel Rostowzew und Dmitri Jaroschenko Europameister. 2005 wurde er ebenfalls russischer Meister in der Mannschaft. Ein Jahr später – wieder in Obertilliach – erreichte er als Achter und Fünfter in Sprint und Verfolgung die ersten Top-Ten-Ergebnisse und lief auch in Windischgarsten zweimal unter die besten Zwanzig. Danach wurde er nicht mehr im Europacup eingesetzt, obwohl er in das Förderprogramm für die Olympischen Spiele 2006 in Turin aufgenommen war.